# Mauro Venegoni
Mauro Venegoni (Legnano, 4 ottobre 1903 – Busto Arsizio, 31 ottobre 1944) è stato un politico e partigiano italiano, comunista rivoluzionario.

## Biografia
A 12 anni, dopo gli studi elementari, iniziò a lavorare in fabbrica. Nel 1917, ad appena 15 anni, fu accolto con il fratello Carlo nella gioventù socialista e nel 1921 nel PCI (anche il fratello minore Guido sarà poi attivo nella Resistenza e nel PCI).
In prima fila nella battaglia contro i fascisti, fu più volte preso di mira dagli stessi. Nel 1924, a Milano, operaio alla Caproni, incominciò ad avere confidenza con Antonio Gramsci e a collaborare per l'Unità. Fu anche membro del Comitato sindacale nazionale comunista.
In questi anni fu più volte aggredito dagli squadristi, catturato e incarcerato. Alla fine del 1926 i Carabinieri di Legnano lo indicano per il confino. Nel 1927 fu imprigionato per 15 mesi. Il suo nome fu proposto all'esame del Tribunale Speciale, ma fu prosciolto per mancanza di prove.
Nel 1929 si trasferì in Francia, dove fu assunto come operaio alla Citroën. Nel 1930 fu inviato alla scuola leninista di Mosca, dove entrò in collisione con la politica stalinista. Ritornato in Francia rientrò poi in Italia. Nel 1932 fu catturato in Sicilia per attività sovversive. Condannato a 5 anni e mezzo di prigione dal Tribunale Speciale fascista, fu rinchiuso per 5 anni nel carcere di Civitavecchia.
L'11 giugno 1940 fu nuovamente arrestato e rinchiuso nel campo fascista di Istonio (Vasto fino al 1941). Qui organizzò un gruppo clandestino di resistenza. Scoperto, fu trasferito nel campo allestito nelle Tremiti, dove per le sue idee anti-staliniste fu espulso dal partito. La detenzione alle Tremiti terminò solo nell'agosto 1943. Prima di giungere alle Tremiti, si ha notizia della sua presenza anche presso il campo di internamento di Manfredonia. Qui con Giulio Mazzocchi, un altro prigioniero comunista, diede vita a diverse attività tra le quali l'allestimento di un campo di bocce e di una piccola biblioteca
Ritornato nella città natale, Legnano, si diede alla organizzazione dei lavoratori nelle fabbriche dell'Alto Milanese. Dopo l'armistizio dell'8 settembre 1943 pianificò e guidò le SAP prima nel legnanese e successivamente nel vimercatese. A Legnano fu uno dei promotori della Brigata Garibaldi (una delle squadre partigiane costituite da soldati, operai e studenti dopo l'armistizio dell'8 settembre), e fu protagonista di numerose azioni armate, oltre a collaborare con il fratello Carlo alla redazione del giornale "Il Lavoratore".
Fatto prigioniero dalle squadre fasciste a Busto Arsizio, nell'interrogatorio gli fu imposto di svelare i nomi dei partigiani del suo raggruppamento, e al suo sprezzante rifiuto fu seviziato, mutilato, accecato e assassinato il 31 ottobre 1944.
La sua salma fu abbandonata in un campo nei dintorni di Cassano Magnago (nel luogo del ritrovamento è stato eretto un cippo commemorativo) e quindi seppellito con il falso nome di Raimondi (le generalità riportate sui documenti falsi in suo possesso al momento dell'arresto). La salma di Mauro Venegoni sarà esumata nell'ottobre 1945 e trasferita tra due ali di folla al cimitero monumentale di Legnano per essere seppellito nel campo dei caduti partigiani.
Nel dopoguerra gli è stata attribuita la Medaglia d'oro al valore militare alla Memoria e gli sono state dedicate diverse vie a Legnano e nei Comuni della zona.